# Soběslav (kníže dalenský)
Soběslav (polsky Sobiesław) (9. století) byl jeden ze synů legendárního knížete Leška III. (polsky Leszek III.)
Podle legendy měl od svého otce získal hrad (hradiště) Dalen, které je ztotožňován s Dahlenburgem poblíž Lüneburgu (země Drevanů). Měl být otráven, spolu s dalšími bratry svým synovcem Popielem II.
Podle legendy rodu Sobieských, měl být Soběslav jejich prapředek. S Olympií, dcerou knížete Boioruma (příslušník Bójů), měl mít syna Alremiuše (polsky Arlemiusz).